# 会议至上主义
会议至上主义（英語：Conciliarism），或譯公会议主义，是14世纪至16世纪天主教会的一场改革运动，其主张天主教会的最高权力属于大公会议，与教宗分离甚至相对立。让·热尔松是该运动的重要领导人之一。其背景是天主教会大分裂，罗马和亚维农各自出现对立教宗。为此召开了1409年的比萨会议，比萨会议未能结束分裂。后续的康士坦斯大公会议则宣布了其权威高于教宗。佛罗伦斯大公会议期间，会议至上主义潮流达到鼎盛，但随后开始转衰，教宗制最终胜出。第五次拉特朗公會議谴责了会议至上主义。会议至上主义失势的最终象征是1870年梵蒂冈第一届大公会议提出的教宗无谬误。

## 公会议主义理论
奥卡姆的威廉（卒于1349年）写了一些最早的文件，概述了对公会议主义理论的基本解釋。他在这些著作中的目标是罢免教宗若望二十二世，后者撤销了一项法令, 該法令支持精神方济各会關於基督和其使徒们是没有个人或共同财产的看法。他的一些论点包括，信徒或其代表的选举赋予了教宗的地位，并进一步限制了教宗的权威。